# Plasmoquine
La plasmoquine est un médicament antipaludique, introduit en 1926 en Allemagne. Du point de vue chimique, c'est un dérivé de la quinoléine.

## Histoire
En 1881, Alphonse Laveran isole le parasite protozoaire qui cause le paludisme, et Paul Ehrlich, en 1891, remarque l’action antipaludique du bleu de méthylène. Par adjonction d'une chaîne diéthyl-aminoéthyle à la structure simplifiée de cette substance, les chercheurs développeront une nombreuse famille de médicaments antipaludéens. Mais il faut attendre 1926 pour que Wilhelm Roehl, élève d’Ehrlich, introduise le premier d’entre eux, la plasmoquine, synthétisée par Werner Schulemann.

### La découverte
Dans les laboratoires Bayer d’Elberfeld, Roehl a mis au point une méthode pour tester les composés supposés actifs. Dans un premier temps, il les administre à des canaris. Au vu des résultats, les molécules intéressantes sont essayées sur des patients syphilitiques atteints de paralysie générale et qui, selon la procédure que Julius Wagner-Jauregg vient d’expérimenter à Vienne, ont été traités par inoculation du paludisme. Forts de cette méthode, Werner Schulemann et ses collègues d’Elberfeld, Fritz Schönhöfer et August Wingler, reprennent l’idée d’Ehrlich, selon laquelle les dérivés du bleu de méthylène doivent avoir une action antipaludéenne.
Ils commencent par remplacer la chaîne latérale sur l’un des groupes méthyle de la teinture bleue, et Roehl constate l’efficacité du résultat sur les canaris. Mais les effets très colorants de ce composé risquent de dissuader les utilisateurs. Schulemann se tourne alors vers les quinoléines. Il ajoute à la 8-aminoquinoléine cette chaîne latérale qu’il considère comme essentielle à l’activité antimalarienne. Le composé obtenu, actif sur les canaris, sert de base à la synthèse de divers analogues. Les recherches sont conduites dans le but d’observer les effets du changement du point d’attache de la chaîne latérale. Afin d’accroître la similitude avec la quinine, un groupe métoxyle est placé en position 6 de l’anneau. L’équipe de Schulemann travaille également sur d’autres hétérocycliques.
Des centaines, peut-être des milliers de molécules sont synthétisées par la petite équipe et, en 1925, un composé prometteur est choisi pour une évaluation clinique. Il est d’abord essayé avec succès sur des patients traités par la malariathérapie de Wagner-Jauregg, et Roehl établit qu’il guérit aussi des patients atteints naturellement. Des essais cliniques sont poursuivis à travers le monde. Le médicament est déposé sous le nom de Plasmoquine. La molécule reçoit celui de pamaquine. Sa structure reste pourtant tenue secrète jusqu’en 1928, date à laquelle la politique de la compagnie a changé sur ce point.

### Les prolongements
Les chercheurs britanniques, français et russes ont déjà remarqué l'action antipaludique des molécules de la série des amino-8 quinoléines. Dès qu'ils ont connaissance de la structure de la plasmoquine, ils se mettent à la recherche d'autres composés actifs. Un ambitieux programme universitaire est lancé en Angleterre par le Conseil de la recherche médicale et le département de la Recherche scientifique et industrielle. Dès 1929, de nombreuses publications commencent à y paraître. Robert Robinson, du University College de Londres, et Wilson Baker (en), de l’université de Cambridge, montrent qu’ils ont pu établir la nature chimique de la pamaquine avant même que sa structure ne soit révélée et ils décrivent les composés analogues sur lesquels ils ont travaillé.
En 1930, Ernest Fourneau et son équipe de l'Institut Pasteur mettent au point la rhodoquine, dérivé quinoléique qui ne diffère de la plasmoquine que par sa chaîne diaminée et qui restera employé, en association avec la plasmoquine, jusque dans les années 1980. Des recherches similaires sont poursuivies partout dans le monde. Onisim J. Magidson en Russie, Robert Hegner, Edwin H. Shaw jeune et Reginald D. Manwell aux États-Unis, ou Upendranath Brahmachari en Inde, préparent également l’effort de guerre du conflit qui s’annonce, et I.G. Farben, tout au long des années 1930, continue à découvrir des quinoléines efficaces et maintient son avance sur ses compétiteurs étrangers.
La primaquine, analogue structurel de la pamaquine développé par les Américains en 1944, fut soumise à des essais cliniques dans les années 1950 au moment de la guerre de Corée, et agréée par la FDA en janvier 1952 pour les militaires et en août 1952 pour les civils.